# Gemberbolus
Een gemberbolus is een zoet broodje, gevuld met gember. Het broodje is verwant met de Zeeuwse bolus.
Eind 16e eeuw vestigden Sefardische Joden zich in Middelburg, waar ze de bolus introduceerden die zou uitgroeien tot de Zeeuwse bolus. Ook in Amsterdam kwamen Sefardische Joden te wonen en zij namen de bolus met zich mee, maar in deze stad ontwikkelde zich een aparte variant: de gemberbolus.
De gemberbolus is plakkerig en wordt daarom gemaakt in een aluminiumbakje. Hij wordt warm gegeten; door hem even boven een gasvlam te verwarmen, valt de bolus uit het bakje. Het broodje zelf is smeuïg met een zachte onderzijde, maar aan de bovenkant is het krokant. De bolus is gevuld met gember. Over de bolus heen wordt een zoete siroop gegoten.
Oorspronkelijk werd de gemberbolus gemaakt onder rabbinaal toezicht, omdat hij moest voldoen aan de joodse spijswetten. Goedgekeurde bolussen kregen aan de onderzijde van het bakje een davidster als bewijs dat de bereidingswijze in orde was.
Een variant is de orgeadebolus, gevuld met orgeade of amandelspijs.